# Carioca Arena 3
Carioca Arena 3 är en arena belägen i stadsdelen Barra da Tijuca i västra Rio de Janeiro. Under Olympiska sommarspelen 2016 kommer tävlingar i taekwondo och fäktning att äga rum i arenan. Efter spelen kommer den att göras om till ett idrottsgymnasium.